# Роберт Баррон
Роберт Еммет Баррон (англ. Robert Emmet Barron; нар. 19 листопада 1959, Чикаго) — американський єпископ-помічник католицької архідієцезії Лос-Анджелеса.   
Засновник всесвітньої медійної християнської організації «Word on Fire», автор і ведучий телесеріалу «Католицизм» — документального фільму про католицьку віру, який вийшов у ефір на PBS. 
Єпископ Роберт Баррон – відомий богослов, проповідник і письменник, один з найпопулярніших авторів на Амазон, кореспондент з релігійних питань для  NBC, коментатор для телеканалів Fox News, CNN та EWTN.
Роберт Баррон виступав з лекціями перед працівниками компаній Фейсбук, Ґуґл й Амазон, був серед основних доповідачів на багатьох конференціях і заходах у різних куточках світу, зокрема на Світовому дні молоді в Кракові та Світових зустрічах сімей у Філадельфії та Дубліні.  
Оскільки Баррон є одним з найпопулярніших католицьких проповідників у соціальних мережах  , його неофіційно називають «єпископом соціальних мереж» і «єпископом Інтернету».

## Біографія

### Молоді роки
Роберт Еммет Баррон народився 19 листопада 1959 року в Чикаго. Дитинство спочатку він провів у Детройті, потім у передмісті Чикаго в Вестерн-Спрингс. Його мати була домогосподаркою, а батько, який помер у 1987 році, був менеджером з продажів компанії John Sexton & Company, національного дистриб'ютора продуктів харчування.

### Рання релігійна кар'єра
Баррон відкрив для себе Тому Аквінського, коли він був першокурсником середньої школи домініканців у Фенвіку. Він перейшов до академії Бене, приватної бенедиктинської середньої школи, яку закінчив у 1977 році.
Баррон відвідував університет Нотр-Дам протягом року, перш ніж перейшов до Манделайнської семінарії у Чикаго. Через рік він був прийнятий на богословський коледж Католицького університету Америки, де здобув ступінь бакалавра мистецтв з філософії в 1981 році та магістра мистецтв з філософії в 1982 році; його магістерська робота була з політичної філософії Карла Маркса. У 1986 році Баррон здобув науковий ліцентат з теології в Манделайнській семінарії і був висвячений 24 травня 1986 року кардиналом Джозефом Бернардіном.
Після служби в ролі асоційованого пастора католицької церкви св. Павла Хрестового в Парк-Ріджі з 1986 по 1989 р. Відправлений до Франції, де отримав в 1992 році звання доктора сакральної теології в Паризькому католицькому інституті. Дисертація отримала назву «Створення як учнівство: дослідження De potentia Томи Аквінського у світлі догматика Пауля Тілліха».
Окрім рідної англійської мови, єпископ Роберт Баррон також вільно володіє французькою, іспанською, німецькою та латинською мовами.

## Прелатура
З 1992 по 2015 Баррон був професором систематичної теології в Манделайнській семінарії.
Від 2012 до 2015 року був ректором римо-католицької семінарії у місті Манделейн (Іллінойс) в Чиказькій архідієцезії.
Він читав численні лекції в США та за кордоном, включаючи Папський північноамериканський коледж та Папський університет св. Томи Аквінського в Римі. У 2002 році він був запрошеним професором в Університеті Нотр-Дам та в Папському університеті св. Тома Аквінського в 2007 році. також був двічі вченим у резиденції в Папському північноамериканському коледжі в Римі, у 2007 та 2010.

## Єпископат
21 липня 2015 року папа Франциск призначив Роберта Баррона єпископом-помічником Лос-Анджелеської римо-католицької архиєдієцезії та титулярним єпископом Макріана в Мавританії. 
8 вересня 2015 року відбулася архиєрейська хіротонія Роберта Баррона в соборі Богоматері Ангелів архієпископом Хосе Гомесом.

## Медіа праці
У 2000 році Баррон запустив некомерційну організацію Word on Fire Catholic Ministries, яка підтримує його починання. Програми Word on Fire, за участю Баррона регулярно транслюються на WGN America, EWTN, Telecare, Relevant Radio та каналі Word on Fire на YouTube. 
Баррон широко читає лекції у Сполучених Штатах та за кордоном, опублікував численні книги, нариси та програми DVD. 
Найновіший проєкт єпископа – Інститут євангелізації «Word on Fire Institute» – ще один осередок духовного й інтелектуального розвитку і формації членів руху «Word on Fire» задля проголошення Христа в культурі. 

### Інтернет
Вебсайт єпископа Роберта Баррона, WordOnFire.org, переглядають мільйони людей щороку. На сайті розміщені щоденні публікації в блогах, щотижневі статті та відео коментарі, а також великий аудіоархів із понад 500 проповідей. Станом на серпень 2020 року, його відео на YouTube переглянули понад 50 мільйонів разів.
Єпископ Роберт Баррон — один із найпопулярніших католицьких проповідників, маючи значну кількість підписників та читачів у соціальних мережах:
- 3 200 000 у Facebook,
- 343 000 в YouTube[6]
- 260 000 в Instagram
- 170 000 у Twitter.[7]

### Відео
Єпискокоп Роберт підготував понад 400 онлайн-відео коментарів, які отримали понад 40 мільйонів переглядів. Його високоякісні постановки щотижня включають короткі та жваві теологічні огляди сучасної культури, включаючи фільми, книги, музику, поточні події тощо.

### Книги
Роберт Баррон є автором численних книги, нарисів та статтей з богослов'я та духовності.
- A Study of the De potentia of Thomas Aquinas in Light of the Dogmatik of Paul Tillich (Дослідження De potentia Фоми Аквінського у світлі догматика Пауля Тілліха) (Edwin Mellen Press, 1993)
- Thomas Aquinas: Spiritual Master (Crossroad, 1996) (Тома Аквінський: Духовний учитель)
- Тепер я бачу: теологія трансформації (1998)
- Небо в камені і склі (2000)
- Дивний шлях: Християнський шлях (2002)
- Налагодження великого розколу: Роздуми постліберального, постконсервативного, євангельського католика (2004)
- The Priority of Christ: Toward a Postliberal Catholicism (Пріоритет Христа: на шляху до постліберального католицизму) (Brazos Press, 2007)
- Слово про вогонь: Проголошення сили Христа (2008)
- Євхаристія (2008)
- Католицизм (2011, 2020 українською мовою — видавництво «Свічадо»)
- Насіння слова: пошук Бога в культурі (2015)
- 2 Самуїл (2015)
- Дослідження католицької теології (2015)
- Яскраві парадокси (2016)
- Розпалити вогонь на землі: проголошення Євангелія у світській епосі (2017)
- Аргументуючи релігію (2018)
- Лист до церковних страждань: єпископ виступає з приводу кризису сексуального насильства (2019)
- У центрі: Духовність слова у вогні (2020)
- Поновлення нашої надії: нариси нової євангелізації (2020)

## Відзнаки

### Ордени
- Святий Престол: Орден Гробу Господнього